# Битка при Бибракте
Битката при Бибракте е военен конфликт между хелветите и шест римски легиона под предводителството на Гай Юлий Цезар.
Това е втората по-голяма битка през Галската война. След като следва миграцията на хелветите и ги побеждава, Цезар, около 20 юни, се отправя към Бибракте, за да получи продоволствията, обещани от неговите съюзници едуите. Хелветите използват случая, за да се обърнат и нападнат Цезар. Битката започва по пладне и въпреки присъствието на галски съюзници, приключва с поражение за хелветите през нощта.
След като побеждават хелветите в Трансалпийска Галия, шестте легиона на Гай Юлий Цезар се отправят на поход към Бибракте (около 18 мили от техния лагер) с цел да се снабдят с провизии и продължат кампанията, която да донесе мир по северната римска граница. Малък брой римляни дезертират и последват хелветите, така че да могат да се присъединят към тях и съобщават настоящите маневри на Цезар към Бибракте. Вследствие хелветите се обръщат, за да преследват римските легиони; те ги настигат бързо, като нападат в гръб римския строй. Цезар, печелейки време за своите войници, насочва конницата в тила. Той поема контрола върху един хълм и разполага VІІ, VІІІ, ІХ и Х легион, организирани в римски стил (triplex acies/троен боен ред) в долната част на склона. По-нагоре по хълма той позиционира ХІ и ХІІ легион, за да пазят обоза и излага на показ броя на цялата войска, с която разполага. Хелветите организират провизииите си зад военните сили. Следобед те настъпват към хълма, където са се разгърнали римляните. Легионите в подножието на хълма чакат хелветите да се доближат на 10, 15 ярда от техния авангард и след това изстрелват залп от копия (pila), за да разкъсат предните галски линии. След като достатъчно са забавили врага, римляните взимат пълно предимство от позицията си в горната част на хълма и ги нападат челно. Те се сражават тук за известно време преди хелветите да отстъпят към друг хълм през равнината, която лежи в подножието на хълма, в който Цезар е разположил войските си. Легионите се впускат в преследване през равнината, а бойите и тулингите пристигат, за да помогнат на хелветите. Цезар пренасочва задните линии на кохортите си, организирайки ги в нова линия, която да пресрещне варварската такава. Хелветите продължават да се сражават, но в крайна сметка губят продоволствията и имуществото и се оттеглят в бягство. Вместо да последват врага римляните остават край Бибракте, за да попълнят провизиите си. Цезар отбелязва, че хелветите са побегнали на североизток, в посока към лингоните и затова и изпраща послания до първенците на лингоните, предупреждавайки ги да не подпомагат хелветите по никакъв начин. След няколко дни той възобновява преследването на хелветите, които изпращат представители на племето да молят за мир.